# Tiefenbeek (Wüstung)
Tiefenbeek ist eine Wüstung bei Wippra im Landkreis Mansfeld-Südharz in Sachsen-Anhalt, Deutschland. Das Vorwerk Wippras unbekannter Entstehungszeit diente der sog. Wildenzucht, also der Aufzucht von Fohlen durch frei umherstreifende Stuten, die winters gefüttert wurden.

## Geschichte
Gegen das Jahr 1500 wurde ein Tyfenbegk als Zubehör von Wippra genannt. Am 26. Juli 1506 wurde das Dorf dann urkundlich als Tiefenberg Vorwerk benannt, das als Zubehör von Schloss und Mark Wippra mit allen Gerichten, Lehen und Zinsen von Graf Ernst von Mansfeld an seinen Vetter Graf Albrecht verkauft wurde. Gegen 1570 wird der Ort dann als Tieffenbeek als Wüstung in der alten Grafschaft Wippra aufgezählt. Der Ort lag ca. 4 km westsüdwestlich der Kirche von Wippra im Tal der Wipper, südlich des Flusses ca. 350 m östlich der Birkbergbrücke, an der Stelle, wo der Hainbergbach in die Wipper mündet. Der dortige Forst am Hainberg und Kliebenberg und an den Bauernbergen heißt bis heute Tiefenbeek. 